# John R. Vines

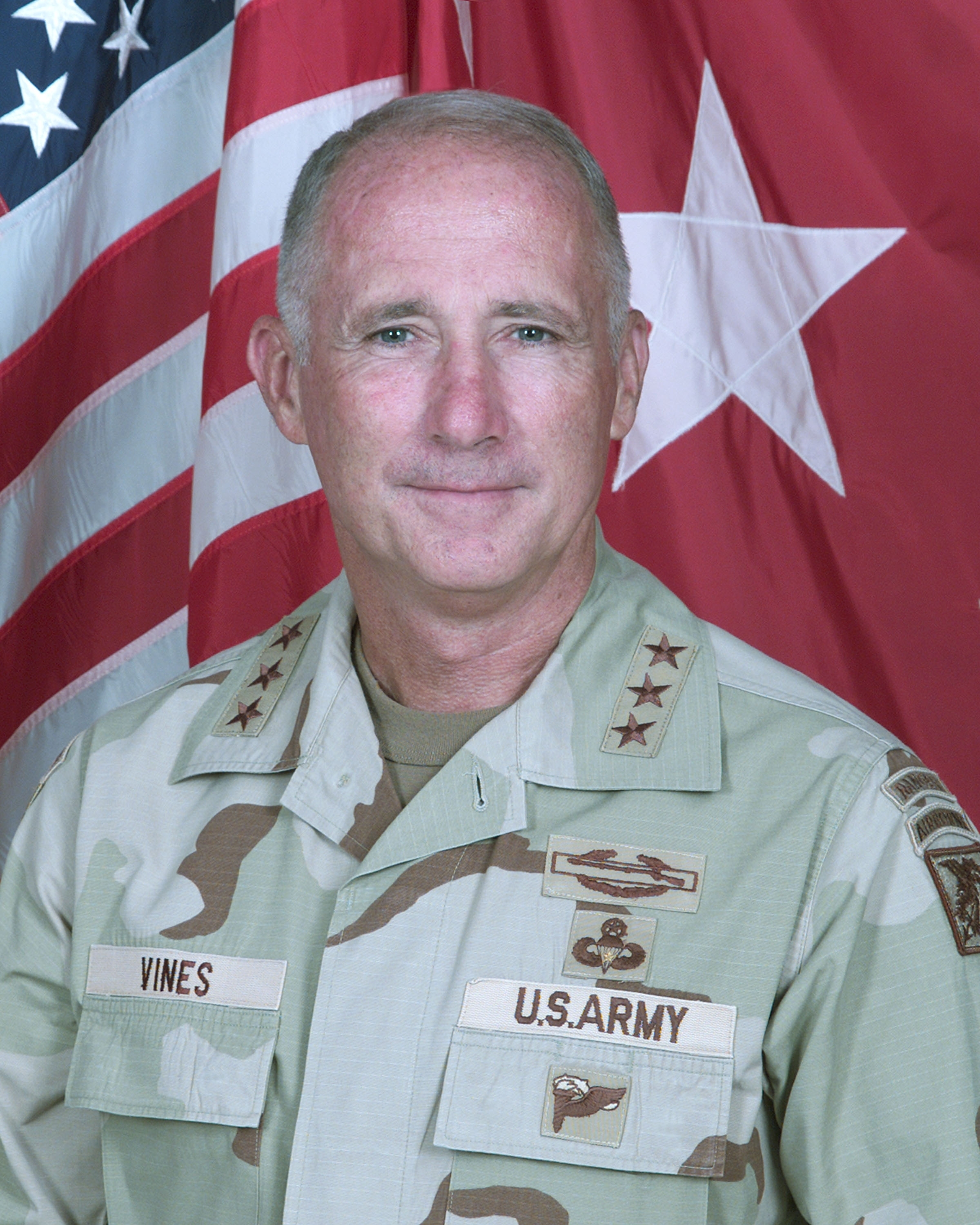
John R. Vines

John Randolph Vines (* 2. Juni 1949 in Alabama) ist ein pensionierter Generalleutnant der United States Army. Er kommandierte unter anderem die 82. US-Luftlandedivision.
John Vines studierte zunächst Chemie an der University of Alabama. Über das ROTC-Programm dieser Universität gelangte er im Jahr 1971 in das Offizierskorps des US-Heeres. Dort wurde er als Leutnant der Infanterie zugeteilt. In der Armee durchlief er anschließend alle Offiziersränge bis zum Dreisterne-General.
Im Lauf seiner militärischen Karriere absolvierte Vines verschiedene Kurse und Schulungen. Dazu gehörten unter anderem der Infantry Officer Basic Course, der Infantry Officer Advanced Course, das Command and General Staff College und das Naval War College.
In seinen jüngeren Jahren absolvierte er den für Offiziere in den niederen Rangstufen üblichen Dienst in verschiedenen Einheiten und Standorten, darunter Deutschland. Er kommandierte Einheiten auf fast allen Ebenen bis zum Corps Level. Zudem war er mehrfach als Stabsoffizier eingesetzt. Im Januar 1989 wurde er Bataillonskommandeur einer zur 82. Luftlandedivision gehörenden Einheit. In der Folge nahm er an der US-Invasion in Panama und danach am Zweiten Golfkrieg teil.
Nach dem Studium am Naval War College und einer Verwendung im Stab des Joint Special Operations Commands in Fort Bragg in North Carolina übernahm John Vines im August 1994 das Kommando über die 2. Brigade der 101. Luftlandedivision in Fort Campbell in Kentucky. Dieses Amt bekleidete er bis zum August 1996. Anschließend war er bis August 1997 stellvertretender Kommandeur der 82. Luftlandedivision und dann bis Juli 1999 Stabschef beim XVIII. Luftlandecorps. Von Juli 1999 bis August 2000 war Vines in Kairo an der amerikanischen Botschaft in Ägypten als Militärattaché tätig. Danach übernahm er das Kommando über die 82. Luftlandedivision, das er bis Oktober 2002 innehatte. Anschließend erhielt er das Kommando über die Einheit Combined Joint Task Force 82, die in Afghanistan eingesetzt war. Diese Task Force führte er vom 1. September 2002 bis zum 1. Mai 2003. Danach kommandierte er bis Oktober 2003 die ebenfalls in Afghanistan eingesetzte Combined Joint Task Force 180. Sein letztes Kommando bekam er im Januar 2005 als Oberbefehlshaber des Multi-National Corps Iraq in Bagdad. Dieses Korps war der Multi-National Force – Iraq unterstellt. Er bekleidete diesen Posten bis zum Januar 2006. Danach kommandierte er bis Dezember 2006 das XVIII. Luftlandekorps. Er hatte dieses Kommando de facto schon seit dem Jahr 2003 in Personalunion mit den oben angeführten Kommandos inne. Am 1. Februar 2007 ging er in den Ruhestand.
Nach dem Ende seiner militärischen Laufbahn wurde er Vorstandsmitglied der McChrystal Group.

## Daten der Beförderungen
| Abzeichen | Rang               | Jahr              |
| --------- | ------------------ | ----------------- |
|           | Second Lieutenant  | 8. Juni 1971      |
|           | First Lieutenant   | 9. Oktober 1972   |
|           | Captain            | 9. Juni 1975      |
|           | Major              | 1. Januar 1983    |
|           | Lieutenant Colonel | 1. Februar 1989   |
|           | Colonel            | 1. September 1993 |
|           | Brigadier General  | 1. September 1997 |
|           | Major General      | 1. Dezember 2000  |
|           | Lieutenant General | 16. August 2003   |

## Orden und Auszeichnungen
John Vines erhielt im Lauf seiner militärischen Laufbahn unter anderem folgende Auszeichnungen:
- Defense Distinguished Service Medal
- Army Distinguished Service Medal
- Defense Superior Service Medal
- Legion of Merit
- Bronze Star Medal
- Defense Meritorious Service Medal
- Meritorious Service Medal
- Joint Service Commendation Medal
- Army Commendation Medal
- Joint Service Achievement Medal
- Army Achievement Medal
- Combat Infantryman Badge